# Rosso Relativo
A Rosso Relativo Tiziano Ferro debütáló lemeze, ami 2001-ben jelent az EMI kiadónál.Az album legsikeresebb dala a Perdono című dal , ami egész Európában ismert lett, még Magyarországon is.Ezek után Tiziano meggyőzte a producereket, a spanyol nyelvű változat elkészítéséről.2002-ben elkészült a spanyol nyelvű album Rojo Relativo néven.Az albumon lévő Perdona(Perdono) és Alucinado (Imbranato) című dal (amikből kislemezek készültek), mindenütt Latin Amerikában aranylemez lett.Mexikóban platinalemez lett az Alucinado kislemezből.

## Dalok
Rosso Relativo
1. Le cose che non dici (A dolgok amiket nem mondasz)
2. Rosso relativo
3. Perdono
4. Imbranato   (Ügyetlen)
5. Di più   (Még)
6. Mai nata
7. Primavera non è più (Nincs több tavasz)
8. Il confine
9. Boom boom
10. L'olimpiade
11. Soul-dier
12. Il bimbo dentro

Rojo Relativo
1. Las cosas que no dices
2. Rojo Relativo
3. Perdona
4. Alucinado
5. Y mas
6. Si no hubiera nacido
7. Primavera nunca fue
8. El confin
9. Boom Boom
10. La Olimpiada
11. Soul-Dier
12. Il Bimbo Dentro
13. Xdono (bonúsz dal, olasz nyelven )

## Kislemezek
- Rosso Relativo (2002, olasz nyelvű)
- Perdono
- L'Olimpiade
- Imbranato
- Rosso Relativo
- Le Cose Che No Dici
- Rojo Relativo (2002, spanyol nyelvű)
- Perdona
- La Olimpiada
- Alucinado
- Rojo Relativo
- Las Cosas Que No Dices